# خارج عن القانون (فلم)
خارج عن القانون  (بالإنجليزية: Desperado) هو فيلم حركة (أكشن) تم إنتاجه في الولايات المتحدة وصدر في سنة 1995. من بطولة أنتونيو بانديراس وسلمى حايك وستيف بوسيمي وكوينتن تارانتينو.

## الميزانية والإيرادات
بلغت تكلفة إنتاج الفيلم حوالي 7,000,000 دولار بينما حقق أرباحا تقدر بـ 25,405,445 دولار.

## وصلات خارجية
- مقالات تستعمل روابط فنية بلا صلة مع ويكي بيانات